# بيت الحشرة (السدة)

تعديل مصدري - تعديل

بيت الحشرة محلة تابعة لقرية الشعز، التابعة لعزلة وادي حجاج بمديرية السدة إحدى مديريات محافظة إب في الجمهورية اليمنية.، بلغ تعداد سكانها 143 حسب تعداد اليمن لعام 2004.